# Acalolepta artia
Acalolepta artia är en skalbaggsart som först beskrevs av Arthur Sidney Olliff 1890.  Acalolepta artia ingår i släktet Acalolepta och familjen långhorningar. Inga underarter finns listade i Catalogue of Life.